# كريل ساطع
كريل ساطع (الاسم العلمي: Euphausia lucens) هو نوع من المفصليات يتبع جنس الكريل من الفصيلة الكريلية.